# Мультилифт

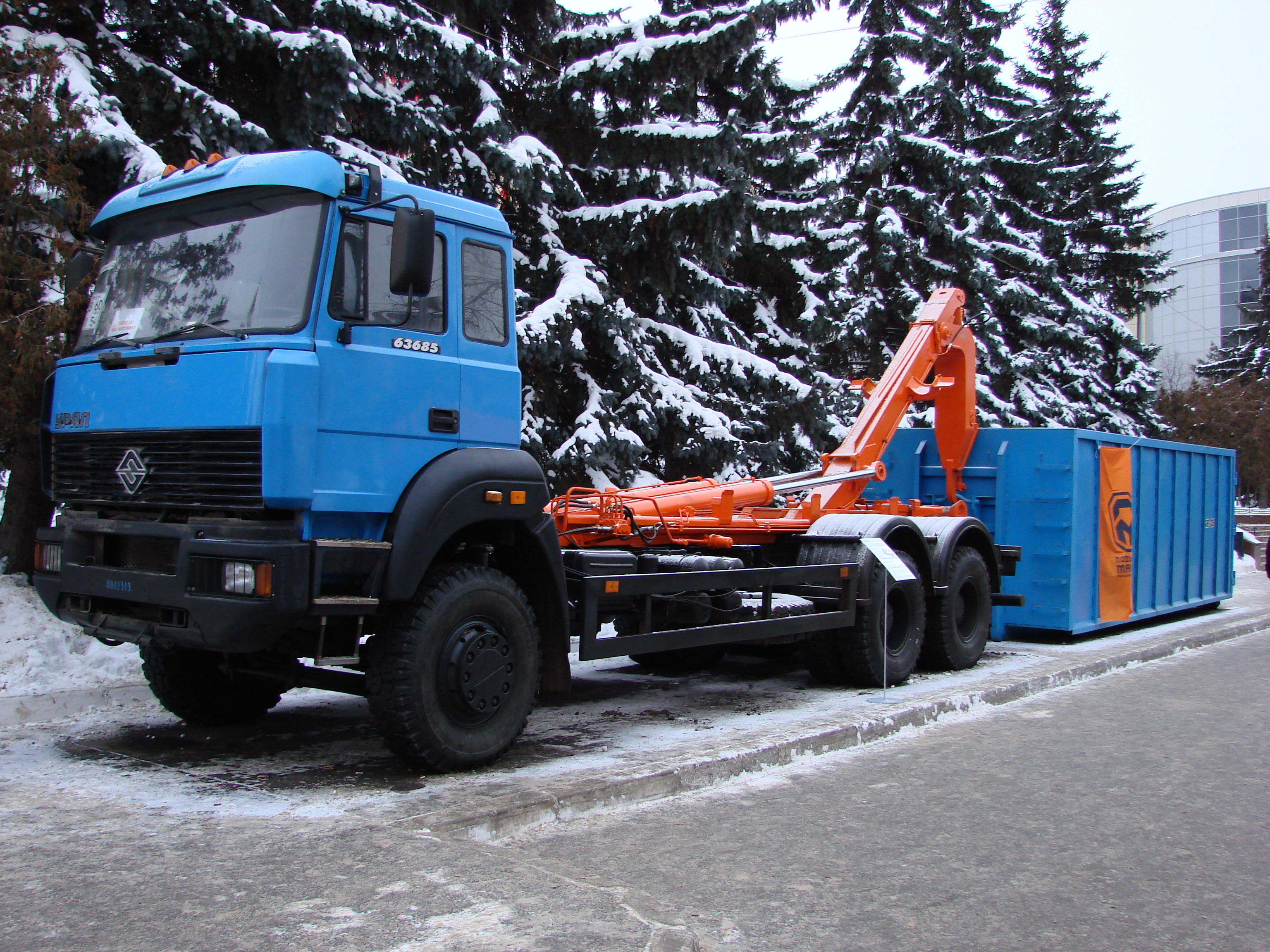
Механизм погрузочно-разгрузочный крюковой (мультилифт)

Мультилифт — крюковая система, представляющая собой погрузочно-разгрузочный механизм с гидравлическим приводом и крюковым захватным устройством. Система часто устанавливается на автомобильное шасси и применяется для перевозки различных грузов.

## Применение
Мультилифт может быть установлен на любое автомобильное шасси. В зависимости от размера и грузоподъемности самой системы подбирается необходимое автомобильное шасси. Автомобиль, оснащенный такой системой, называется автомобилем-мультилифтом.
Данная система значительно упрощает и ускоряет работу, сокращая время загрузки и разгрузки, и является универсальной: на одном автомобиле могут перевозиться кузова различного назначения (контейнер, цистерна, бортовая платформа, платформа, бытовка, мобильные компакторы и другое специализированное оборудование).
Система мультилифт подходит для работы в различных отраслях промышленности и может быть использована при перевозке металлолома, бытового и строительного мусора, песка, щебня и других грузов.

## Базовые характеристики
| Характеристика                            | Значение       |
| ----------------------------------------- | -------------- |
| Масса системы, кг                         | 390—50000      |
| Грузоподъемность системы, кг              | 2100—50 000    |
| Объем загружаемых контейнеров, м³         | 6—40           |
| Скорость разгрузки — загрузки, с          | 30—60          |
| Привод исполнительных механизмов          | гидравлический |
| Угол подъема в режиме работы самосвала, ° | 45—51          |
| Гидравлическая система                    | одноконтурная  |